# Rohr (Adelsgeschlecht)

Stammwappen derer von Rohr (Brandenburg)

Rohr (auch Herren von Ror oder de Rore) ist der Name eines alten, ursprünglich aus Bayern stammenden, später märkischen Adelsgeschlechts.
Es ist nicht mit dem ausgestorbenen schlesischen Geschlecht Rohr und Stein und mit von Rohr, gebürtig in Egerkingen und Kestenholz, Schweiz verwandt.

## Bayern

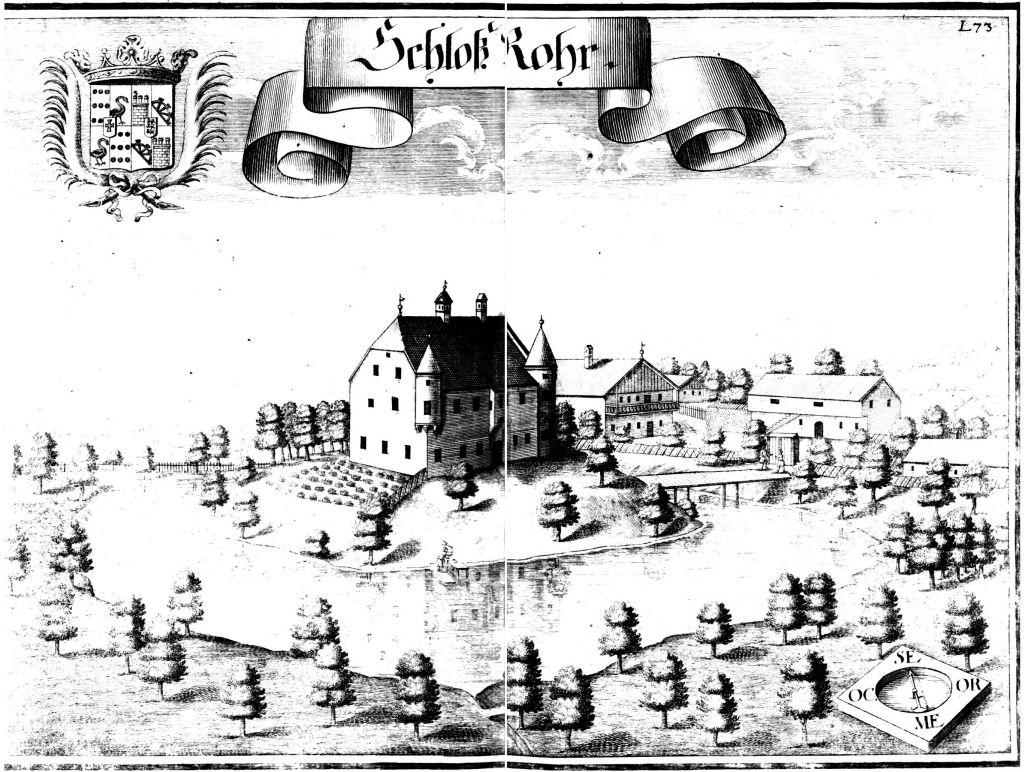
Burg Rohr (Rottal) nach einem Kupferstich von Michael Wening von 1721

Das Geschlecht saß bei der Pfalz Ranshofen am Inn und wird mit Rafolt um das Jahr 1033 erstmals urkundlich erwähnt. Der Leitname Rafolt wurde noch lange Zeit von der Familie vergeben. Ein weiterer Rafold wird 1051 und 1079 in Urkunden genannt. Die Stammreihe beginnt mit Raffold de Rore, der 1096 bis 1102 urkundlich erscheint. Das Kloster Ranshofen war die Familiengrablege der Rohrer.
Die Herren von Rohr waren anfangs Ministeriale des Reiches (ministeriales regni et ducatus) mit dem Stammsitz Rohr im Rottal. Später bauten sie in ihrer freieigenen Herrschaft Rohr im Kremstal, damals noch zum Herzogtum Bayern gehörig, eine Burg, die sie nach ihrem ursprünglichen Stammsitz Rohr benannten. Diese Burg wurde, da Otto III. von Rohr den landesfürstlichen Schreiber Witigo des Königs Ottokar von Böhmen zusammen mit Ortolf II. von Volkensdorf im Speisesaal des Stiftes St. Florian ermordet hatte, im Jahr 1256 dem Erdboden gleichmacht. Neuer Sitz wurde die Burg Leonstein. Den Rohrern dürfte auch die im 12. Jahrhundert errichtete Ratzlburg in der Nähe von Braunau am Inn gehört haben. Im ausgehenden 13. Jahrhundert wurde diese Burganlage verlassen.
Die Rohrer besaßen außerdem ein Gericht nördlich von Tittmoning, das der Salzburger Erzbischof Rudolf von dem Herzog Heinrich XIII. von Niederbayern 1285 erfolglos einforderte. Dieses Gericht wurde 1290 von den Herren von Rohr an den Herzog von Bayern verkauft. 1300 erwarb Herzog Otto III. von Jens dem Rohrer zudem die Gerichtsabgaben, die zu Ostermiething gehörten.

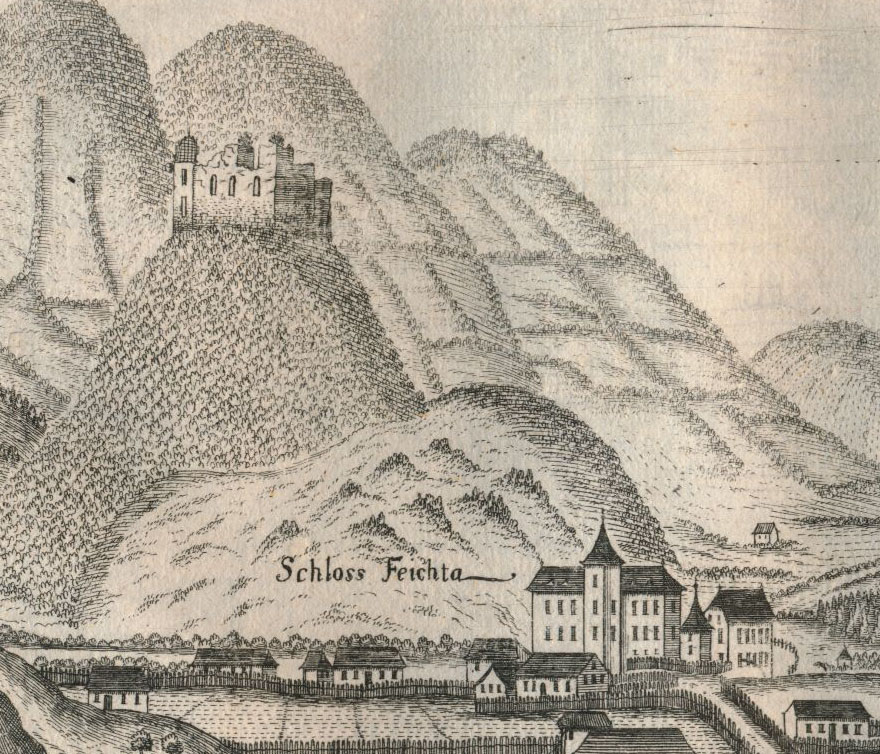
Burg Leonstein und das Talschloss Leonstein (1674)

Die Burg Leonstein dürfte nach der Zerstörung der Burg Rohr im Kremstal bezogen worden sein. Urkundlich werden die Rohrer hier erstmals 1320 erwähnt. Die Burg wurde aber im Rahmen einer Fehde mit dem Landesfürsten Herzog Albrecht III. im Jahr 1390, nach dreimonatiger Belagerung, zerstört. 1397 erhielt Wilhelm von Rohr die Erlaubnis zum Bau eines Burgstalles als Ersatz für die zerstörte Burg und errichtete sich am Fuß des Burgberges den Vorgängerbau des heutigen Schlosses Leonstein.
Die Rohrer verfügten über eine eigene ritterliche Mannschaft, eigene Ministeriale, eigene Richter und Amtleute (Pröbste). Sie besaßen Aktivlehen, vergaben Passivlehen und waren wohl auch Eigenkirchenherren. Die Linie der Rohrer, die sich von Otto III. ableitet, befand sich im Gefolge der babenbergischen Herzöge von Österreich. Diejenigen, die von dessen Bruder Heinrich I. stammen, geraten in die Ministerialität der bayerischen Herzöge (Ende des 11. Jahrhunderts wurde Herzog Welf V. Lehensinhaber des Reichsgutes um Ranshofen; zu Beginn des 12. Jahrhunderts wird daraus herzogliches Kammergut; die Reichsministerialen werden zu Herzogsministerialen).
Heinrich I. von Rohr, dominus und Mitglied der curia des Herzogs Ludwig, hatte von Bischof Gebhard von Passau das Privileg (gratiam) erhalten, ein Schiff, beladen mit zwei Talenten Salz großen Gebindes (ein Talent entspricht 240 Kufen zu je 75 kg Salz, d. h. insgesamt 36 Tonnen Salz), mautfrei durch Obernberg und Passau hindurchzuführen; gleiches galt mit stromaufwärts geführten Schiffen, die mit dem Gegenwert des Salzes beladen waren. Nicht bekannt ist, woher die Rohrer ihr Salz bezogen (Deputate oder Anteile an Siedepfannen von Reichenhall oder Hallein). Die Nachfolger des Passauer Bischofs wollten dieses Privileg später nicht mehr anerkennen und die Rohrer mussten dieses gegen die Zahlung von 40 Pfund Pfennigen zurückgeben. Damit in Zusammenhang steht, dass die Rohrer eigene Schiffe und Anlandungsstätten in Aufhausen und in der Ettenau bei Tittmoning betrieben.
Als einer der letzten bayerischen Rohrer wird 1466 ein Rapot der Rorar urkundlich bezeugt, wobei nicht gesichert ist, ob er noch auf der Burg Rohr im Rottal lebte. Aus der Leonsteiner Linie stammte Bernhard von Rohr (1421–1487), der von 1466 bis 1482 Erzbischof von Salzburg war. Er verkaufte 1447 seinen Besitzanteil an Leonstein.

## Brandenburg
Zweige des Geschlechts gelangten ab 1304 in die Mark Brandenburg, möglicherweise auch ab 1323, als der oberbayerische Herzog und nunmehrige deutsche Kaiser Ludwig IV., der Bayer seinen Sohn als Ludwig I. mit der Mark belehnte. Die neue brandenburgische Linie übernahm das Wappen der Familie von Havelberg und erwarb dort nach und nach die Herrschaft über fünf Schlösser und drei Städte sowie das Kirchenpatronat über das Kloster Heiligengrabe. Die von Rohr gehörten im 15. Jahrhundert zu den begütertsten Geschlechtern in der Prignitz. Sie stellten seit 1350 zwölf Vögte (bzw. seit dem 15. Jahrhundert Hauptmänner) der Prignitz und standen damit lange Zeit neben den Edlen Gans und den von Quitzow an der Spitze des Prignitzer und Ruppiner Adels. Der aus dieser Linie stammende Otto von Rohr war von 1401 bis 1427 Bischof von Havelberg.

### Meyenburg

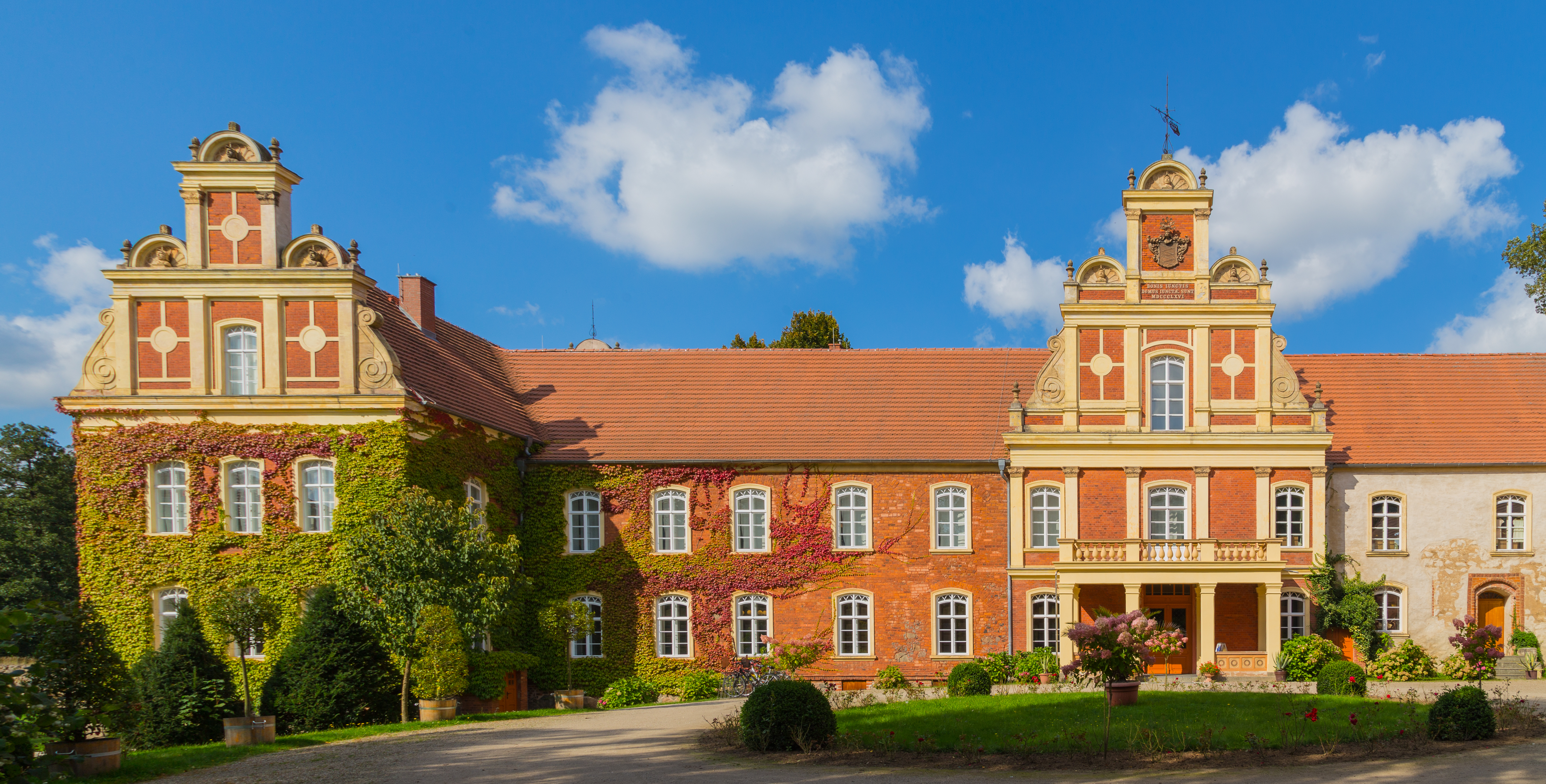
Schloss Meyenburg

Meyenburg gelangte in der Mitte des 14. Jahrhunderts (vor 1364) als markgräfliches Lehen an die Herren von Rohr. Aus den Überresten einer wohl Anfang des 14. Jahrhunderts aufgegebenen Burg außerhalb der Stadt errichteten sie sich das Schloss Meyenburg, das vom 15. bis zum 19. Jahrhundert zwischen zwei Linien aufgeteilt wurde. Otto von Rohr (1810–1892) ließ die beiden nebeneinander stehenden mittelalterlichen Wohnhäuser 1865–1866 durch einen Verbindungsbau zu einem langgestreckten Schlossgebäude im Stil der Neorenaissance vereinigen und bedeutend erweitern. Das Schloss blieb bis zur Enteignung durch die Bodenreform in der Sowjetischen Besatzungszone 1945 im Besitz der Familie.

### Freyenstein

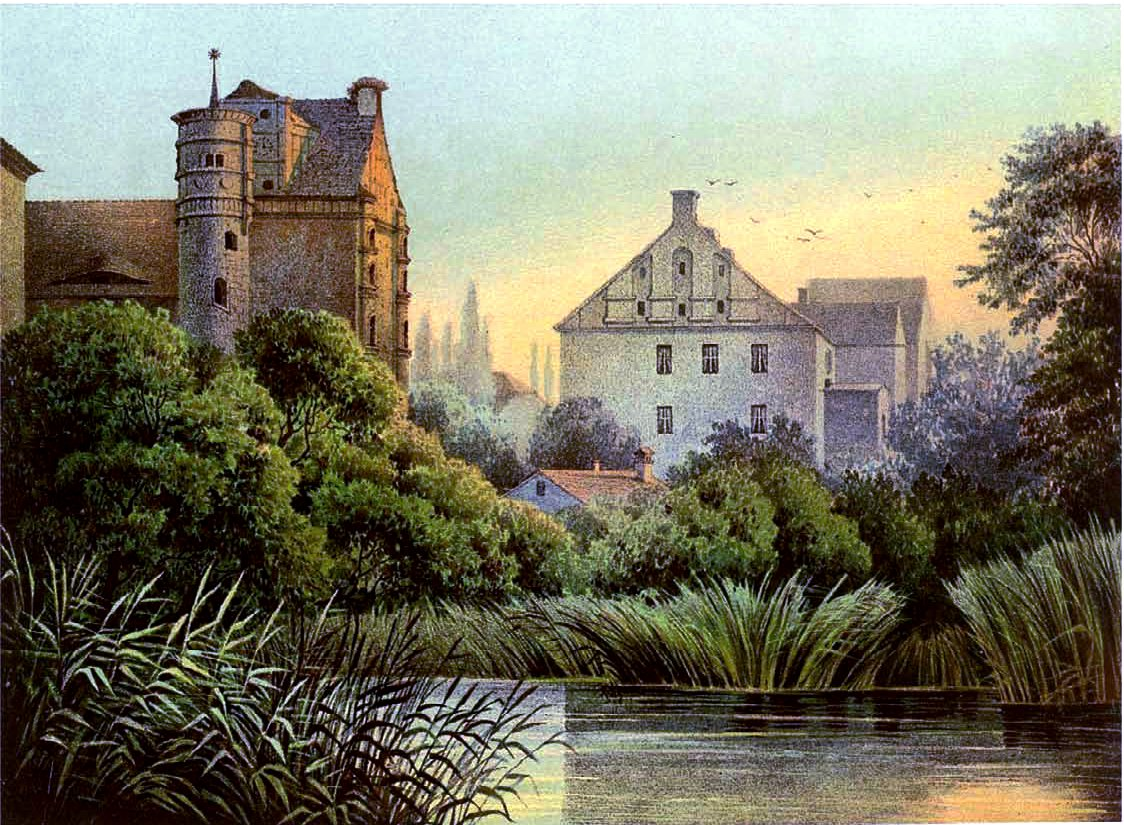
Altes und Neues Schloss Freyenstein, Sammlung Duncker

1492 übernahmen die von Rohr die Stadt Freyenstein samt Gerichtsbarkeit. Sie erbauten gegen Ende des 15. Jahrhunderts neben der vorhandenen Burganlage ein Festes Haus. 1556 ließen sie auf dem Gelände der ehemaligen Wasserburg ein Schloss im Stil der Renaissance erbauen, das heutige Alte Schloss Freyenstein. Dietrich von Rohr baute in den 1560er Jahren das Feste Haus zum Neuen Schloss Freyenstein aus. Am Ende des Dreißigjährigen Krieges war Freyenstein fast vollständig entvölkert. In dieser Zeit verschuldeten sich die von Rohrs und mussten den Ort an die von Winterfeldt übergeben.

### Ganzer
1654 tauschten Joachim und Kaspar von Rohr das Gut Katerbow gegen den kurfürstlichen Anteil am Rittergut Ganzer (Wusterhausen/Dosse) ein und begründeten dort ein neues, zweites Rittergut Ganzer II, neben dem Gut Ganzer I der Familie von Jurgas/Jürgass. Durch Heirat kam es Ende des 18. Jahrhunderts an die von Möllendorff, wurde jedoch in der zweiten Hälfte des 19. Jahrhunderts von der Linie der Rohr aus Altkünkendorf (1788 bis 1872 im Besitz der Familie) und Wolletz am Wolletzsee übernommen. Letzte Besitzerin des Rittergutes Ganzer II war Elsbeth Hildegard von Rohr.
1835 übernahm Otto August Alexander von Rohr das Rittergut Ganzer I. Er war 1810 als Sohn des Otto Christoph Georg Wilhelm von Rohr und der Wilhelmine von Wahlen-Jürgass aus dem Hause Ganzer I geboren worden; 1835 erhielt er die Erlaubnis zur Namens- und Wappenvereinigung mit denen von Wahlen-Jürgass und nannte sich nun Otto von Rohr genannt von Wahlen-Jürgass. Zudem wurde er einflussreicher Haupt-Ritterschafts-Direktor des Kur- und Neumärkisches Ritterschaftliches Kreditinstituts. Das Gut Ganzer I blieb bis zur Enteignung 1945 im Besitz der Rohr-Wahlen-Jürgass.
Auch Tramnitz und Trieplatz (beide bei Wusterhausen/Dosse) gehörten den Rohr. Von mindestens 1364 bis etwa 1900 ist der Besitz Holzhausen in der Prignitz bezeugt. Holzhausen gehörte den Familienlinien Freyenstein, dann Meyenburg und zuletzt Ganzer.

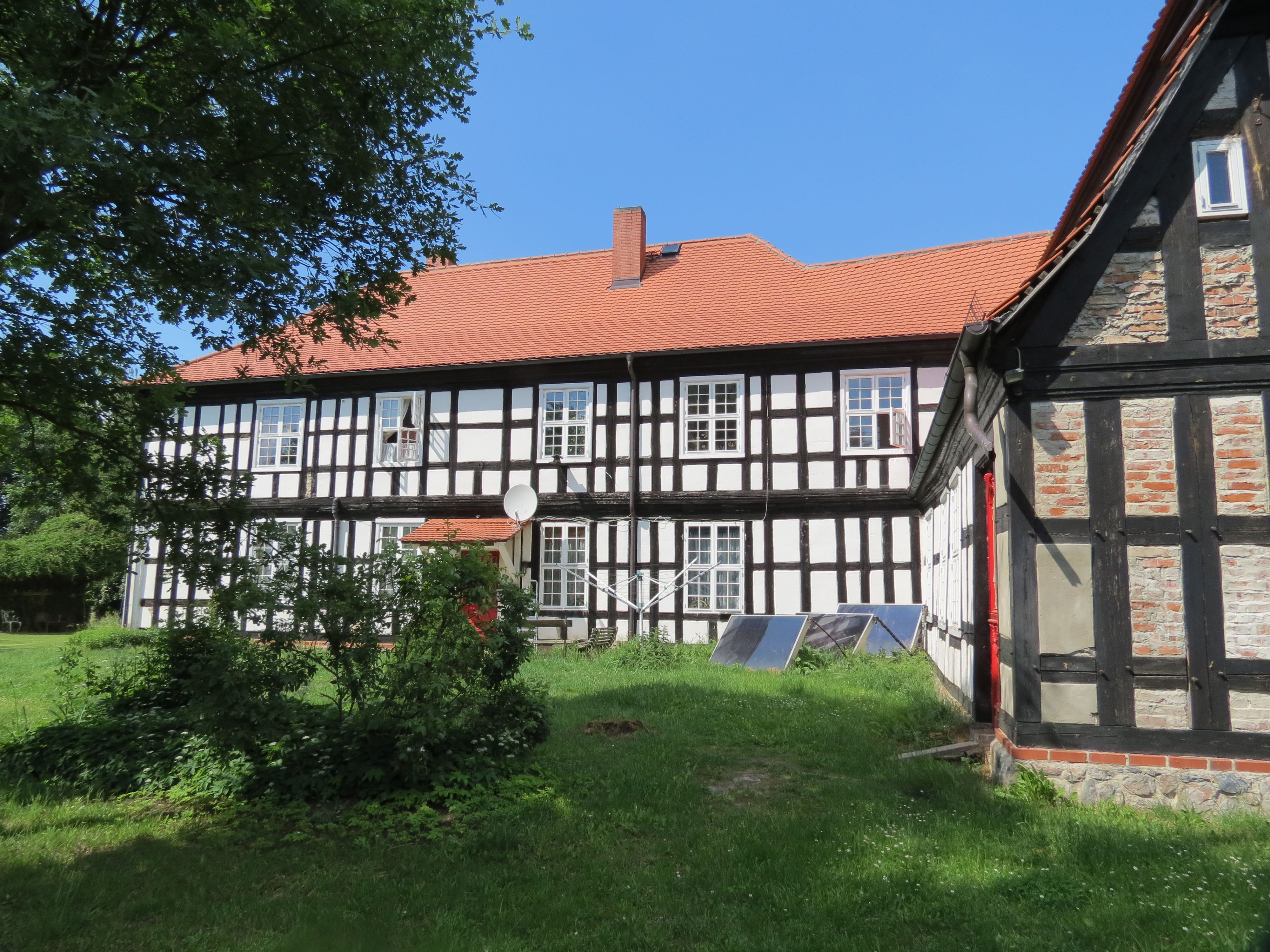
Rittergut Ganzer II
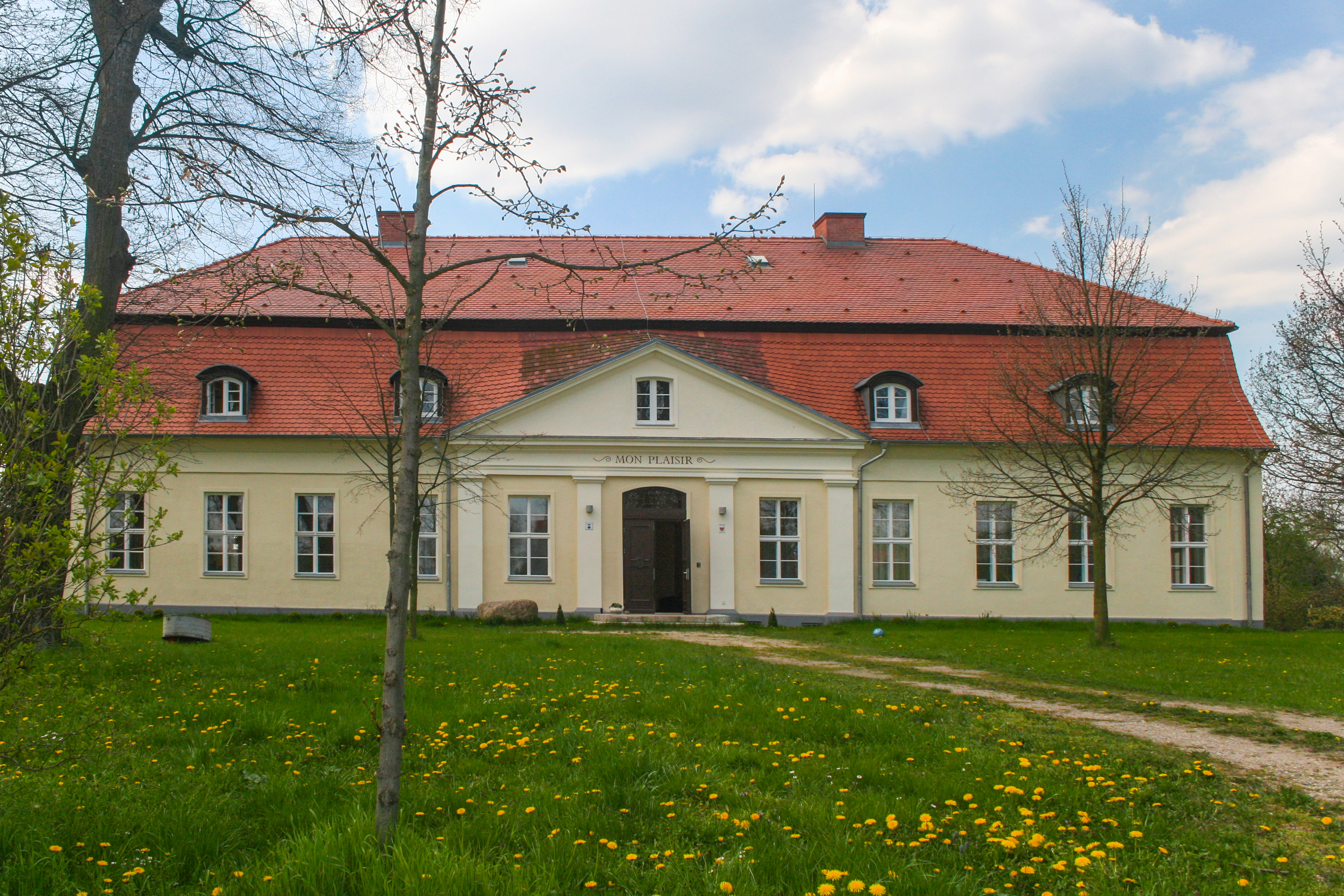
Altkünkendorf

## Bedeutung
Aus dem Geschlecht sind bedeutende Angehörige hervorgegangen, die sowohl in geistlichen als auch in weltlichen Ämtern großen Einfluss hatten. Julius Bernhard von Rohr (1688–1742), Domherr zu Merseburg, war ein bedeutender zeitgenössischer Schriftsteller und Kameralist. Zweige der Familie bestehen bis heute. Ein 1871 in Berlin gegründeter Familienverband hält alle drei Jahre Familientage ab.
Vor allem in Brandenburg und im späteren Königreich Preußen gelangten Rohrs auch in hohe militärische Positionen. Von Theodor Fontane ist ein (ungelenker) Vers zu ihren Teilnehmern an der Schlacht bei Leuthen, der Schlacht bei Königgrätz (Leipa), der Schlacht an der Katzbach, am Gefecht von Missunde (Schlei), an der Schlacht bei Fehrbellin und der Schlacht von Sedan überliefert. Er widmet Mathilde von Rohr (1810–1889) zudem einen ausführlichen Nachruf. Ferdinand von Rohr (1783–1851), preußischer General der Infanterie, war 1848 kurzzeitig Kriegsminister.

## Wappen

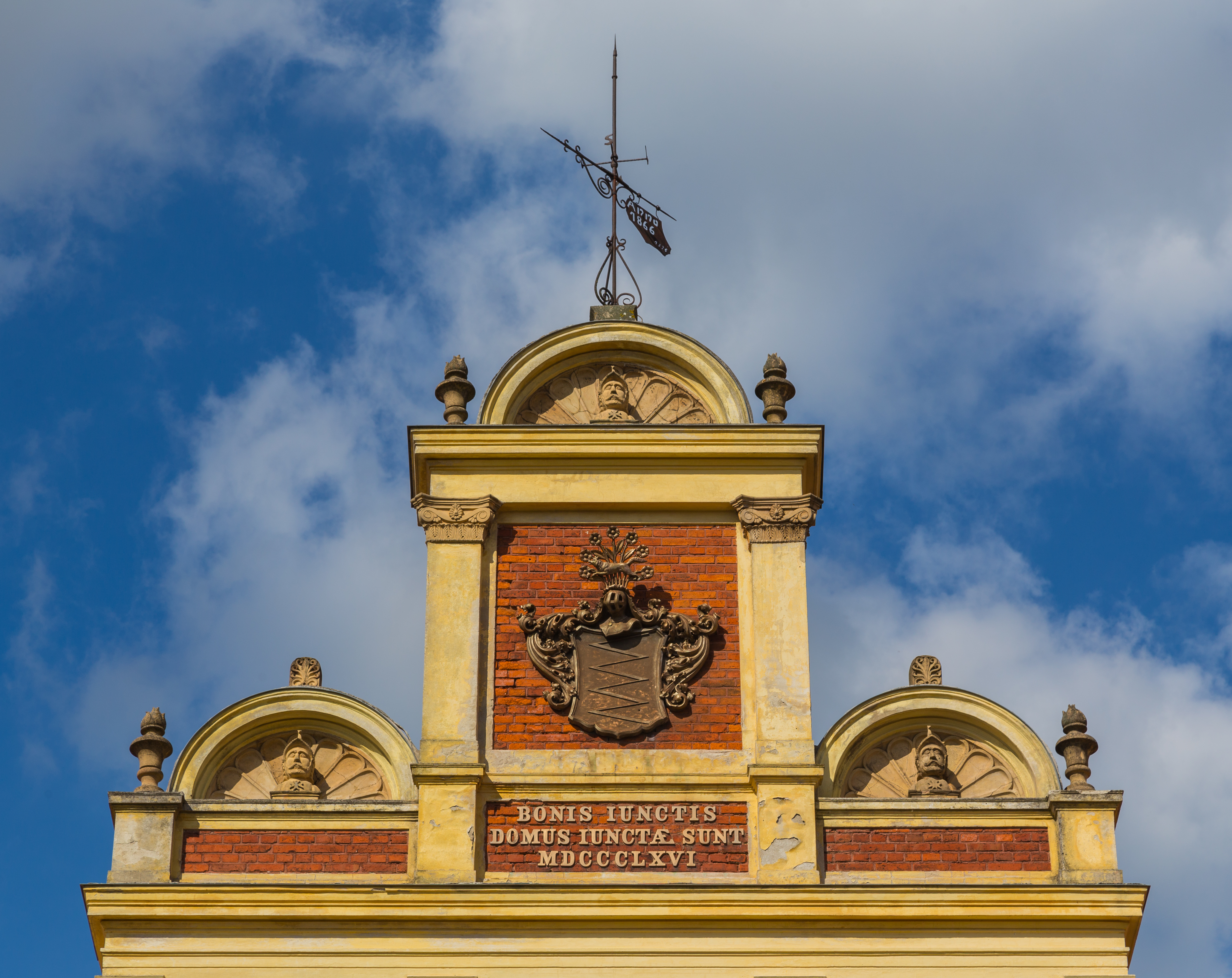
Wappen derer von Rohr am Schloss Meyenburg

Das Stammwappen ist von Rot und Silber im Spitzenschnitt gespalten (das ursprüngliche Wappen des Geschlechts Havelberg nach einem Siegel von 1359). Auf dem Helm mit rot-silbernen Decken ein springender, natürlicher Fuchs vor sieben abwechselnd silbernen und roten Rosen mit grünen Stängeln (v. Stavenow).

## Bekannte Familienmitglieder
- Otto I. von Rohr, Bischof von Havelberg von 1401 bis 1427
- Bernhard von Rohr (1421–1487), Salzburger Erzbischof
- Johann von Rohr (1579–1624), Kammerjunker und Hofbeamter
- Margarete von Rohr († 1724) war ab 1690 mit Christian Friedrich von Kahlbutz verheiratet
- Otto Albrecht von Rohr (1666–1736), preußischer Landrat des Kreises Ruppin
- Hans Ernst Otto Christian von Rohr († 1778), preußischer Oberst, Chef des I. Stehenden Grenadier-Bataillons
- Julius Albert von Rohr (1647–1712), sächsischer Hofrat, Jurist und Domherr
- Hans Friedrich von Rohr (1679–1735), preußischer Landrat des Kreises Lebus
- Julius Bernhard von Rohr (1688–1742), sächsischer Kameralist, Naturwissenschaftler und Schriftsteller
- Kaspar Friedrich von Rohr (1702–1757), preußischer Generalmajor, Regimentsinhaber
- Philipp Ludwig Ewald von Rohr (1711–1782), preußischer Landrat im Landkreis Lebus
- Caspar Otto Christoph von Rohr (1711–1762), preußischer Landrat im Kreis Ruppin
- Hans Heinrich Ludwig von Rohr (1719–1792), preußischer Generalmajor
- Albrecht Ehrentreich von Rohr (1720–1800), preußischer Generalmajor
- Albrecht von Rohr (1736–1815), preußischer Regierungspräsident in Kleve
- Otto Christian Albrecht Ludwig von Rohr (1763–1839), preußischer Generalmajor
- Leopold von Rohr (1771–1850), Lyriker und Verwaltungsbeamter
- Ludwig von Rohr (1777–1855), preußischer Generalleutnant
- August von Rohr (1778–1833), preußischer Offizier in den Befreiungskriegen, zuletzt Major
- Ferdinand von Rohr (General, 1783) (1783–1851), deutscher General der Infanterie und Politiker
- Ferdinand von Rohr (General, 1805) (1805–1873), deutscher Generalleutnant
- Mathilde von Rohr (1810–1889), Briefpartnerin Theodor Fontanes
- Kurt von Rohr (1843–1910), preußischer Gutsbesitzer und Politiker
- Adolphine von Rohr (1855–1923), Äbtissin des Klosters Stift zum Heiligengrabe
- Karl von Rohr-Levetzow (1878–1945), Oberstleutnant, mit seiner Ehefrau Ehrengard Gräfin von Zedlitz und Trützschler von der SS hingerichtet[8]
- Hansjoachim von Rohr (1888–1971), Politiker (DNVP)
- Otto von Rohr (1891–1941), Oberst
- Hanns von Rohr (1895–1988), Generalmajor
- Otto von Rohr (1914–1982), Opernsänger
- Hans-Alard von Rohr (1933–2016), Generalkonsul und deutscher Botschafter in Uganda
- Hans Christoph von Rohr (* 1938), Industriemanager
- Wulfing von Rohr (* 1948), deutscher Astrologe und Autor
- Hans Wilhelm Eberhard von Rohr (* 1951), Patentanwalt
- Hubertus von Rohr (* 1953), Chef des Protokolls im Bundesministerium der Verteidigung
- Karl von Rohr (* 1965), stellvertretender Vorstandsvorsitzender, Chief Administrative Officer und Arbeitsdirektor Deutsche Bank
- Johannes Friedrich von Rohr (* 1983), Unternehmer und Risikokapitalgeber

## Stammliste der Rohr
NN
- Friedrich (Fridericus de Rora), regni ministerialis, um 1110–1138/39, ⚭ Pertha
  - Richer, 1138 Mönch im Kloster Ranshofen
  - Otto I., ministerialis regni, um 1130–1170
    - Otto II., ministerialis imperialis, um 1170–1220, ⚭ domina Chunegundis
      - Otto III., 1196–1237, ⚭ Adelheid von Volkensdorf
      - Otto IV., 1243–1272, 1256 Verlust der Herrschaft ⚭ 1. Mechthild von Trixen († 1259), ⚭ 2. ???
        - Jans (Johannes), 1277–1304, 1284–1303 Besitz der Herrschaft Rohr, ⚭ 1. Agnes von Preysing, ⚭ 2. Margarete Streun von Schwarzenau
          - Heinrich, der Rohrer von Aufhausen, 1298–1304
          - Herren von Rohr in der Mark Brandenburg

        - Otto V., 1284–1294, ⚭ Margarete von Schlehdorf
          - Otto, Heinrich, Ludwig, die Rohrer von Leonstein, um 1320, oberösterreichische Landesherren

      - Heinrich I., 1190–1235, ⚭ (?) Margareta von Kraiburg, eine Gräfin
        - Heinrich II., 1250, († 1277), ⚭ Allhait
          - Otto, 1272, († 1290), ⚭ Adelheid
          - Heinrich III., 1284–1310, ⚭ (vor 1295) Margarete von Wald († nach 1348),
            - Ortlieb, († vor 1348)
            - Ulrich, († vor 1348)
              - Agnes, ⚭ Wulfing der Jüngere von Goldeck (1348)

## Besitze
Familienzweige gelangten auch in das Kurfürstentum Sachsen (Schloss Elsterwerda, 1612–1708), in das Herzogtum Mecklenburg und in das Herzogtum Braunschweig-Lüneburg.
Zu den brandenburgischen Besitzungen zählten Ragow und Oegeln, Gorna bei Guben, ferner Tramnitz bei Wusterhausen/Dosse, Brunn, Ganzer und Trieplatz (1752–1888), Maienburg, Penzlin, Tschernitz, Holzhausen, Rothenmoor, Wolletz. In der Altmark Hohenwulsch mit Friedrichshof und Poritz (Landkreis Stendal), Drialatz, Leddin, Steffin. In Vorpommern ab 1881 Haus Demmin.
Stammsitz der schlesischen Linie war Medzibor, später auch Galwitz, Stein, Kunzendorf, Seifersdorf, Dirschwitz, Neudorf, Deutsch-Breyle, Altwasser, Mahlendorf, Mienitz, Woitsdorf, Gohlau, Schönbankwitz u. a.